# Точин Роман Петрович
Роман Точин (нар.6 серпня 1970, Ходорів, Жидачівський район, Львівська область, УРСР — пом.20 лютого 2014, Київ, Україна) — активіст Євромайдану. Убитий снайпером 20 лютого 2014 на вулиці Інститутській у місті Київ. Боєць Небесної Сотні. Герой України.

## Життєпис
Батько двох дітей. Приїхав 1 грудня на Євромайдан, після побиття студентів спецпідрозділом «Беркут». Сотня Точина охороняла першу, Львівську барикаду на Інститутській вулиці у місті Києві. Ті, хто близько його знав, кажуть, що він був «патріотом і революціонером, справжнім авторитетом для своїх бойових побратимів».

## Сім'я
Дружина Точин Лілія Любомирівна. Доньки Олександра та Наталія.

## Обставини загибелі
Вогнепальне поранення в голову під час контратаки на вулиці Інститутській вранці 20 лютого. Тіло винесено з поля бою та ідентифіковане в шпиталі готелю Україна.

## Вшанування пам'яті

### Нагороди
- Звання Герой України з удостоєнням ордена «Золота Зірка» (21 листопада 2014, посмертно) — за громадянську мужність, патріотизм, героїчне відстоювання конституційних засад демократії, прав і свобод людини, самовіддане служіння Українському народу, виявлені під час Революції гідності[2]
- Медаль «За жертовність і любов до України» (УПЦ КП, червень 2015) (посмертно)[3]
- 22 лютого 2015 року на Школі, в якій вчився Роман Точин відкрито меморіальну дошку героєві України Роману Точину[4]. Також перейменовано саму загальноосвітню середню школу № 3 міста Ходорова, їй надано ім'я Романа Точина.
- Частину вулиці Стрийської (де знаходиться школа № 3) від вулиці Грушевського до пішохідного залізничного моста в Ходорові перейменовано на вулицю Романа Точина.[5]
- Матір Романа нагороджено ювілейною медаллю «25 років незалежності України».[6]